# Hans Andreas
Hans Andreas (* 17. September 1912 in Oldisleben; † 16. Mai 1982 in Leipzig) war ein deutscher Mediziner.

## Leben
Hans Andreas wurde am 17. September 1912 in Oldisleben geboren und begann 1931 an der Friedrich-Schiller-Universität Jena das Studium der Medizin. 1938 wurde er mit der Dissertationsschrift Die Blutkörperchensenkungsgeschwindigkeit in Bezug auf gynäkologische Tumoren (Neubildungen) zum Dr. med. promoviert.
Seit 1948 arbeitete er an der Landesfrauenklinik in Erfurt. 1956 habilitierte er sich an der Medizinischen Akademie Erfurt mit der Habilitationsschrift Strahlungs-Intensitäts-Untersuchungen bei gynäkologischer Radiumbehandlung für das Fach Gynäkologie. 1958 verließ er Erfurt und wurde Dozent an der Universität Leipzig. 1959 wurde er Oberarzt der Frauenklinik der Universität sowie Stellvertreter des ärztlichen Direktors. Die Universität beförderte ihn 1960 zum Professor, 1962 verließ er die Universitätsklinik und wurde Chefarzt an der Landesfrauenklinik Leipzig.
In den Ruhestand trat Andreas 1977 und verstarb am 16. Mai 1982 im Alter von 69 Jahren in Leipzig.

## Werke
- Die Blutkörperchensenkungsgeschwindigkeit in Bezug auf gynäkologische Tumoren (Neubildungen) (Dissertation, Leipzig 1938)
- Strahlungs-Intensitäts-Untersuchungen bei gynäkologischer Radiumbehandlung (Erfurt 1956)
- Dosierungsfragen bei der gynäkologischen Radium-Bestrahlung (Leipzig 1959)
- Lehrbuch für die Kinderpflegerin und Kinderkrankenschwester (1968)